# ولیکا دیمرکا
ولیکا دیمرکا (به لاتین: Velyka Dymerka) یک سکونتگاه مسکونی در اوکراین است که در Brovary Raion واقع شده‌است.

## خصوصیات
ولیکا دیمرکا ۱۰٬۱۰۵ نفر جمعیت دارد.